# Лузинополис

Лузинополис на карте штата.

Лузинополис (порт. Luzinópolis) — муниципалитет в Бразилии, входит в штат Токантинс. Составная часть мезорегиона Западный Токантинс. Входит в экономико-статистический микрорегион Бику-ду-Папагаю. Население составляет  2 622 человека на 2010 год. Занимает площадь 279,563 км². Плотность населения — 9,38 чел./км².

## Демография
Согласно сведениям, собранным в ходе переписи 2010 г. Национальным институтом географии и статистики (IBGE), население муниципалитета составляет:
| Полное население                               | Полное население                               | Полное население                               | Полное население                               | 2 622 |
| ---------------------------------------------- | ---------------------------------------------- | ---------------------------------------------- | ---------------------------------------------- | ----- |
| в том числе:                                   | Городское население                            | 1 675                                          | Процент городского населения, %                | 63,88 |
|                                                | Сельское население                             | 947                                            | Процент сельского населения, %                 | 36,12 |
|                                                | Мужское население                              | 1 350                                          | Процент мужского населения, %                  | 51,49 |
|                                                | Женское население                              | 1 272                                          | Процент женского населения, %                  | 48,51 |
| Плотность населения, чел/км²                   | Плотность населения, чел/км²                   | Плотность населения, чел/км²                   | Плотность населения, чел/км²                   | 9,38  |
| Население муниципалитета в % к населению штата | Население муниципалитета в % к населению штата | Население муниципалитета в % к населению штата | Население муниципалитета в % к населению штата | 0,19  |

По данным оценки 2016 года население муниципалитета составляет 2 945 жителей.

## Статистика
- Валовой внутренний продукт на 2003 составляет 4.986.536,00 реалов (данные: Бразильский институт географии и статистики).
- Валовой внутренний продукт на душу населения на 2003 составляет 2.192,85 реалов (данные: Бразильский институт географии и статистики).
- Индекс развития человеческого потенциала на 2000 составляет 0,641 (данные: Программа развития ООН).

## Важнейшие населенные пункты
| № | Населённый пункт | Населённый пункт (порт.) | Категория | Население чел. (2010) | На карте                       |
| - | ---------------- | ------------------------ | --------- | --------------------- | ------------------------------ |
| 1 | Лузинополис      | Luzinópolis              | город     | 1 675                 | 6°11′28″ ю. ш. 47°51′25″ з. д. |
| 2 | Олью-д'Агуа      | Olho d'Água              | поселок   | 132                   | 6°09′50″ ю. ш. 47°51′59″ з. д. |
| 3 | Паласиу          | Palácio                  | поселок   | 86                    | 6°14′38″ ю. ш. 47°48′19″ з. д. |